# Juan Lacaze
Juan Lacaze è una città dell'Uruguay, situata nel Dipartimento di Colonia.